# Émile Augier
Guillaume Victor Émile Augier (17 de setembro de 1820 — 25 de outubro de 1889) foi um poeta e dramaturgo francês, membro da Academia Francesa de Letras.